# Killing Is My Business... and Business Is Good!
《Killing Is My Business... and Business Is Good!》는 미국 스래시 메탈 밴드 메가데스의 데뷔 앨범이다. 1985년에 Combat Records에서 발매되었다. 2002년도에 Loud Records에서 전곡 리믹스된 음반을 재발매했다.

## 트랙 정보
These Boots(Lee Hazlewood 작곡)을 제외한 모든 곡은 데이브 머스테인이 작사/작곡하였다.

### 1985년 Combat Records판
1. "Last Rites/Loved to Deth" – 4:40
2. "Killing Is My Business… and Business Is Good!" – 3:06
3. "Skull Beneath the Skin" – 3:47
4. "These Boots" (Lee Hazlewood) - 3:39
5. "Rattlehead" – 3:43
6. "Chosen Ones" – 2:55
7. "Looking Down the Cross" – 5:05
8. "Mechanix" – 4:22

### 2002년 Loud Records 재발매판
1. "Last Rites/Loved to Deth" – 4:40
2. "Killing Is My Business… and Business Is Good!" – 3:06
3. "The Skull Beneath the Skin" – 3:47
4. "Rattlehead" – 3:43
5. "Chosen Ones" – 2:55
6. "Looking Down the Cross" – 5:04
7. "Mechanix" – 4:22
8. "These Boots" (Lee Hazlewood) – 4:42
9. "Last Rites/Loved to Deth" (demo) – 4:18
10. "Mechanix" (demo) – 4:01
11. "The Skull Beneath the Skin" (demo) – 3:11

## 내용
- "Last Rites"는 피아노 연주곡이다. 제목은 기독교(가톨릭)에서 '치유의 성사'를 의미한다. 라이브에서는 피아노 연주 대신 데이브 머스테인이 기타로 연주했다. 초반은 바흐의 '토카타'를 따왔으며, 나머지는 앨리스 쿠퍼의 "Steven"의 피아노 전주에서 변용했다.

- "Loved to Deth"는 소년이, 사랑하는 소녀를 죽이고 죽는다는 내용이다.

- "Killing Is My Business… and Business Is Good!"는 마블 코믹스의 만화 캐릭터인 'Punisher'에서 영향을 받았다. 살인 청부업자에 관한 내용인데, 제거 대상을 죽이고 의뢰인도 죽인다는 내용이다.

- "The Skull Beneath the Skin"는 메가데스의 마스코트, '빅 래틀헤드(Vic Rattlehead)의 흑마법을 통한 창조'에 관한 내용이다. 이 노래는 빅 래틀헤드의 모습을 노래하고 있다.

- "Rattlehead"는 메가데스의 라이브 모습을 나타내고 있다.

- "Chosen Ones"는 영화 '몬티 파이튼의 성배'에서, 아더 왕과 기사들이 사람을 먹는 토끼와 싸우는 장면을 그리고 있다.

- "Looking Down the Cross"는 예수가 십자가에 못박혀 죽기 전의 상념에 대해, 데이브 머스테인 자신의 생각을 노래하고 있다. 여기서 예수는 마음속으로는 복수를 바라고 있지만, 겉으로는 용서한다는 말을 한다는 내용을 담고 있다.

- "Mechanix"는 데이브 머스테인이 주유소에서 일할 적에 관한 일화를 담은 내용이다. 메탈리카의 데뷔 앨범 "Kill 'Em All"에서 "The Four Horsemen"이라는 이름으로 편곡/작사되었다.

## 제작자
- 데이브 머스테인(Dave Mustaine) - 기타, 리드 보컬, 피아노(Last Rites에서)
- 크리스 폴란드(Chris Poland) - 기타
- 데이빗 엘렙슨(David Ellefson) - 베이스 기타, 백킹 보컬
- 가 사뮤엘슨(Gar Samuelson) - 드럼, 팀파니(Rattlehead에서)